# Гартвілл
Гартвілл (англ. Hartville) — місто (англ. town) в США, в окрузі Платт штату Вайомінг. Населення — 64 особи (2020).

## Географія
Гартвілл розташований за координатами 42°19′39″ пн. ш. 104°43′28″ зх. д. / 42.32750° пн. ш. 104.72444° зх. д. (42.327564, -104.724530).  За даними Бюро перепису населення США в 2010 році місто мало площу 0,66 км², уся площа — суходіл.

## Демографія
Згідно з переписом 2010 року, у місті мешкали 62 особи в 32 домогосподарствах у складі 16 родин. Густота населення становила 94 особи/км².  Було 45 помешкань (68/км²).
Расовий склад населення:
| - 100,0 % — білих |

До двох чи більше рас належало 0,0 %. Частка іспаномовних становила 6,5 % від усіх жителів.
За віковим діапазоном населення розподілялося таким чином: 12,9 % — особи молодші 18 років, 58,1 % — особи у віці 18—64 років, 29,0 % — особи у віці 65 років та старші. Медіана віку мешканця становила 56,0 року. На 100 осіб жіночої статі у місті припадало 113,8 чоловіків;  на 100 жінок у віці від 18 років та старших — 107,7 чоловіків також старших 18 років.
Середній дохід на одне домашнє господарство  становив 84 057 доларів США (медіана — 71 875), а середній дохід на одну сім'ю — 106 104 долари (медіана — 96 250). За межею бідності перебувало 6,0 % осіб, у тому числі 0,0 % дітей у віці до 18 років та 8,3 % осіб у віці 65 років та старших.
Цивільне працевлаштоване населення становило 54 особи. Основні галузі зайнятості: сільське господарство, лісництво, риболовля — 33,3 %, транспорт — 18,5 %, роздрібна торгівля — 14,8 %.
За даними перепису 2000 року,
на території муніципалітету мешкало 76 людей, було 35 садиб та 22 сімей.
Густота населення становила 104.8 осіб/км². Було 52 житлових будинків.
З 35 садиб у 25,7% проживали діти до 18 років, подружніх пар, що мешкали разом, було 54,3%,
садиб, у яких господиня не мала чоловіка — 8,6%, садиб без сім'ї — 37,1%.
Власники 37,1% садиб мали вік, що перевищував 65 років, а в 14,3% садиб принаймні одна людина була старшою за 65 років.
Кількість людей у середньому на садибу становила 2,17, а в середньому на родину 2,82.
Середній річний дохід на садибу становив 25 000 доларів США, а на родину — 13 750 доларів США.
Чоловіки мали дохід 26 667 доларів, жінки — 0 доларів.
Дохід на душу населення був 12 116 доларів.
Приблизно 36,4% родин та 28,4% населення жили за межею бідності.
Серед них осіб до 18 років було 35,3%, і понад 65 років — 20,0%.
Середній вік населення становив 51 років.